# Жан Карло Вітте
Жан Карло Вітте (порт. Jean Carlo Witte, нар. 24 вересня 1977, Блуменау) — бразильський футболіст, що грав на позиції захисника.

## Клубна кар'єра
У дорослому футболі дебютував 1995 року виступами за команду клубу «Сантус», в якій провів п'ять сезонів, взявши участь у 71 матчі чемпіонату.
Згодом у 2000—2001 роках грав у складі команди «Баїя», після чого відправився до Японії, де тривалий час грав за «Токіо» і 2004 року виграв Кубок Джей-ліги.
Завершив професійну ігрову кар'єру у клубі «Сьонан Бельмаре», за який виступав протягом 2007—2010 років.

## Виступи за збірні
1997 року залучався до складу молодіжної збірної Бразилії і того ж року став з командою фіналістом юнацького чемпіонату Південної Америки та чвертьфіналістом молодіжного чемпіонату світу.

## Досягнення
- Володар Кубка Джей-ліги: 2004